# Villanden
Villanden è il terzo album della folk metal band norvegese Trollfest.

## Tracce
1. Wo Bin Ich Jetzt Aufgewacht? - 2:03
2. Der JägerMeister - 4:23
3. Uraltes Elemente - 3:13
4. Villanden - 4:02
5. Per, Pål og Brakebeins Abenteuer - 0:57
6. Der Uhr ist Skandaløst Schändlich - 3:22
7. God Fart - 1:55
8. Festival - 3.49
9. En Ny Erfaring - 2:27
10. Trinkenvisen - 3:46
11. Die Kirche undt der Mache - 7:28

## Formazione
- Trollmannen - voce
- Mr. Seidel - chitarra
- Psychotroll - basso
- Trollbank - batteria